# Galina Viujànina
Galina Viujànina (rus: Гали́на Никола́евна Вьюжа́нина)  (3 d'agost de 1952) va ser una jugadora d'hoquei sobre herba soviètica que va competir durant les dècades de 1970 i 1980.
El 1980 va prendre part en els Jocs Olímpics de Moscou, on guanyà la medalla de bronze en la competició d'hoquei sobre herba.